# María Ignacia Benítez
María Ignacia Benítez Pereira (Viña del Mar, 1 de agosto de 1958-Santiago, 28 de febrero de 2019) fue una ingeniera civil y académica chilena. Fue militante del partido de derecha Unión Demócrata Independiente (UDI), y se desempeñó como ministra del Medio Ambiente en el primer gobierno del presidente Sebastián Piñera.

## Familia y estudios
Fue hija de Sergio Benítez van Buren y de María Angélica Pereira Prieto, siendo la mayor de cinco hermanos, uno de los cuales es Andrés Benítez, ex rector de la Universidad Adolfo Ibáñez.
Cursó sus estudios secundarios en el Colegio Jeanne D'Arc de Santiago de Chile. Posteriormente se tituló en ingeniería civil química por la Universidad de Chile.
Se casó con el ingeniero civil Gonzalo Jiménez Parada, con quien fue madre de tres hijos: Gonzalo, Juan Pablo y María Ignacia, luego se separó. Contrajo segundas nupcias con Fernando Amenábar Morales, oficial naval e ingeniero civil, perteneciente al grupo náutico que integraba Agustín Edwards, se conocieron siendo ambos consejeros regionales.

## Carrera profesional
Sus primeros contactos con los temas medioambientales se remontan a la década de 1980 y particularmente a los últimos años de la dictadura militar. Así, entre 1986 y 1990 fue sectorialista de medio ambiente en la Secretaría Regional de Planificación y Coordinación de la Región Metropolitana.
Desde el año 1992 trabajó en la firma Gestión Ambiental Consultores (GAC), llegando a ser jefa de proyectos senior. Entre 2005 y 2007, en tanto, fue subgerenta del Departamento de Administración y Finanzas de la consultora del también ingeniero Ricardo Katz.
Algunas de las empresas en las que lideró proyectos durante su trayectoria se cuenta Endesa, CAP, Empresas CMPC y Elecmetal. También tuvo una larga trayectoria académica como docente de la Facultad de Ingeniería de la Universidad del Desarrollo, tarea que le permitió publicar diversos trabajos científicos.

## Actividad pública
Fue consejera regional del Gobierno Regional Metropolitano por dos períodos consecutivos (2000-2008), desempeñándose como miembro de la Comisión de Salud y Medio Ambiente, de la Comisión Internacional y de la Comisión de Educación.
A comienzos del año 2010 fue llamada por Piñera a participar en su Gobierno, el cual se inició el 11 de marzo. En esa fecha juró como ministra presidenta de la Comisión Nacional del Medio Ambiente, cargo desde el cual debió liderar la transformación de la unidad en el nuevo Ministerio del Medio Ambiente, el cual comenzó a operar formalmente el 1 de octubre de ese mismo año.
En el curso de 2012 fue protagonista de un duro impasse con el Poder Judicial luego de que criticara abiertamente el fallo de la Corte Suprema que paralizó el megaproyecto eléctrico Castilla, ligado al empresario brasileño Eike Batista y la firma alemana E.ON. Dejó el cargo en marzo de 2014, como uno de los cinco secretarios que permaneció en la misma cartera durante todo el periodo de Piñera. 
Desde 2015 ejerció como profesora de la carrera de ingeniería comercial en la Universidad Adolfo Ibáñez, simultáneamente se desempeñaba como consejera de la SOFOFA, desde 2017.

## Fallecimiento
Durante cuatro años lidió con un cáncer de páncreas, hasta su fallecimiento acaecido el 28 de febrero de 2019, en Santiago de Chile.